# تشين بو-ليانغ
تشين بو-ليانغ (بالإنجليزية: Chen Po-liang)‏ مواليد 11 أغسطس 1988) هو لاعب كرة قدم تايواني يلعب كلاعب وسط لصالح نادي هانغجو غرينتاون. وهو حاليا كابتن منتخب تايبيه الصينية لكرة القدم.

## وصلات خارجية
- تشين بو-ليانغ على موقع قاعدة بيانات كرة القدم.إي يو (الإنجليزية)
- تشين بو-ليانغ على موقع ناشيونال فوتبول تيمز (الإنجليزية)
- تشين بو-ليانغ على موقع Soccerway.com (الإنجليزية)